# Протесты против SOPA и PIPA

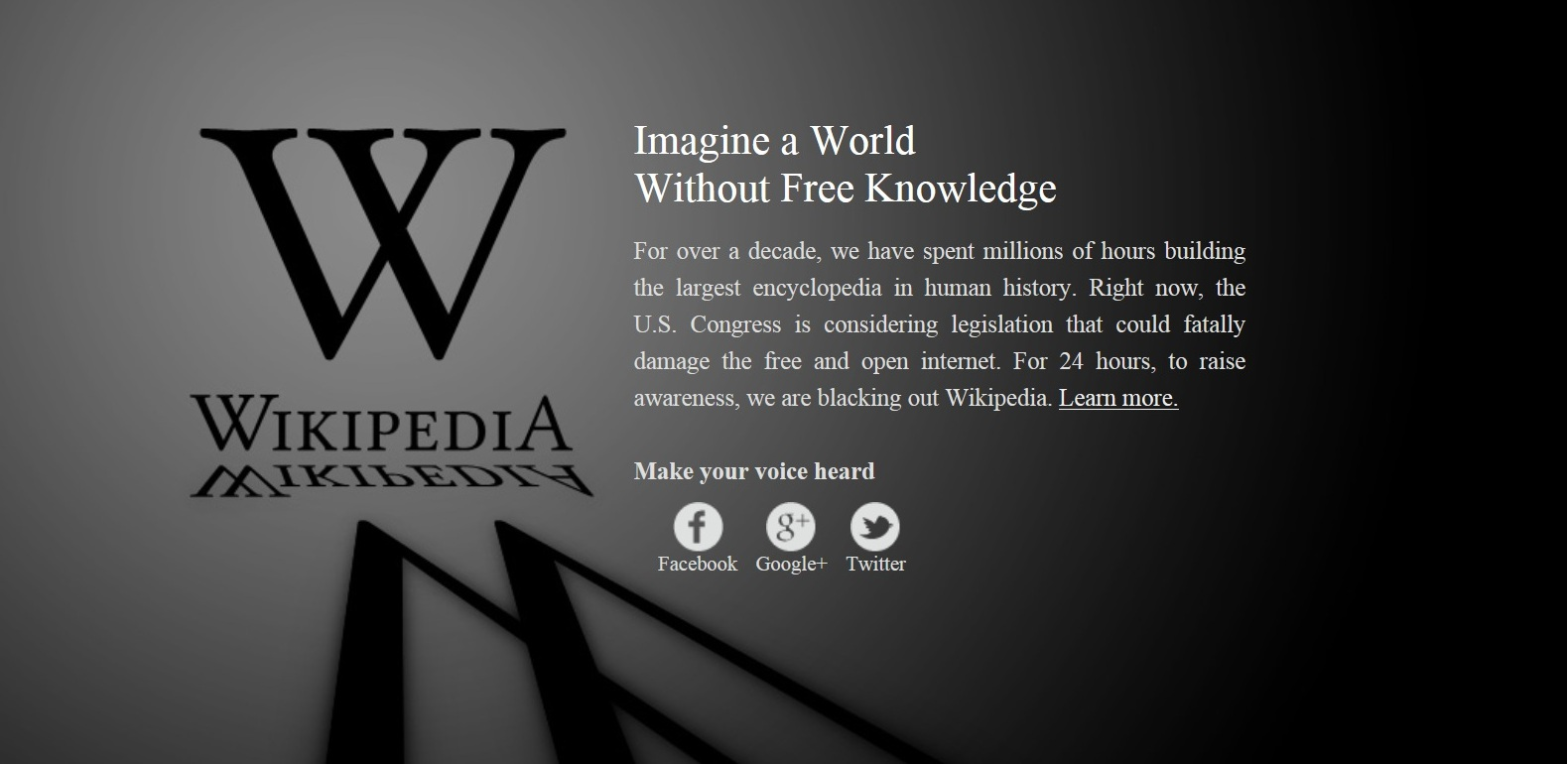
Протест Википедии. Так выглядела каждая страница английской Википедии 18 января 2012 года Представьте себе мир без свободных знаний. В течение более чем десяти лет мы потратили миллионы часов, создавая самую обширную энциклопедию в истории человечества. Прямо сейчас в Конгрессе США рассматриваются законы, которые могут нанести непоправимый урон свободному и открытому интернету. Для повышения осведомлённости (о данной проблеме), мы отключаем доступ к страницам Википедии на 24 часа.

Протесты против SOPA и PIPA — серия протестных действий, предпринятых 18 января 2012 года противниками законопроектов «Stop Online Piracy Act» (SOPA) и «Protect Intellectual Property Act» (PIPA), обсуждаемых в Конгрессе США. Основной причиной протестов стала формулировка предложенных законов, ужесточающих меры пресечения нарушения авторских прав за пределами США. По мнению протестующих, некоторые положения этих законов являлись чрезмерно жёсткими или размытыми, и их применение на практике способно нанести серьёзный вред свободе слова в Интернете, интернет-сообществу и веб-сайтам, материалы которых создаются посетителями.

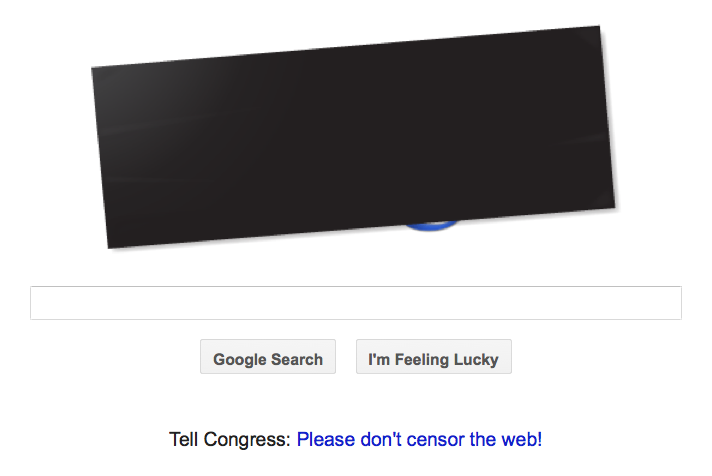
Протест Google.
Главная страница поиска 18 января 2012 года, посещённая с расположенного в США IP-адреса
«Скажите Конгрессу: Нет цензуре в Интернете!»

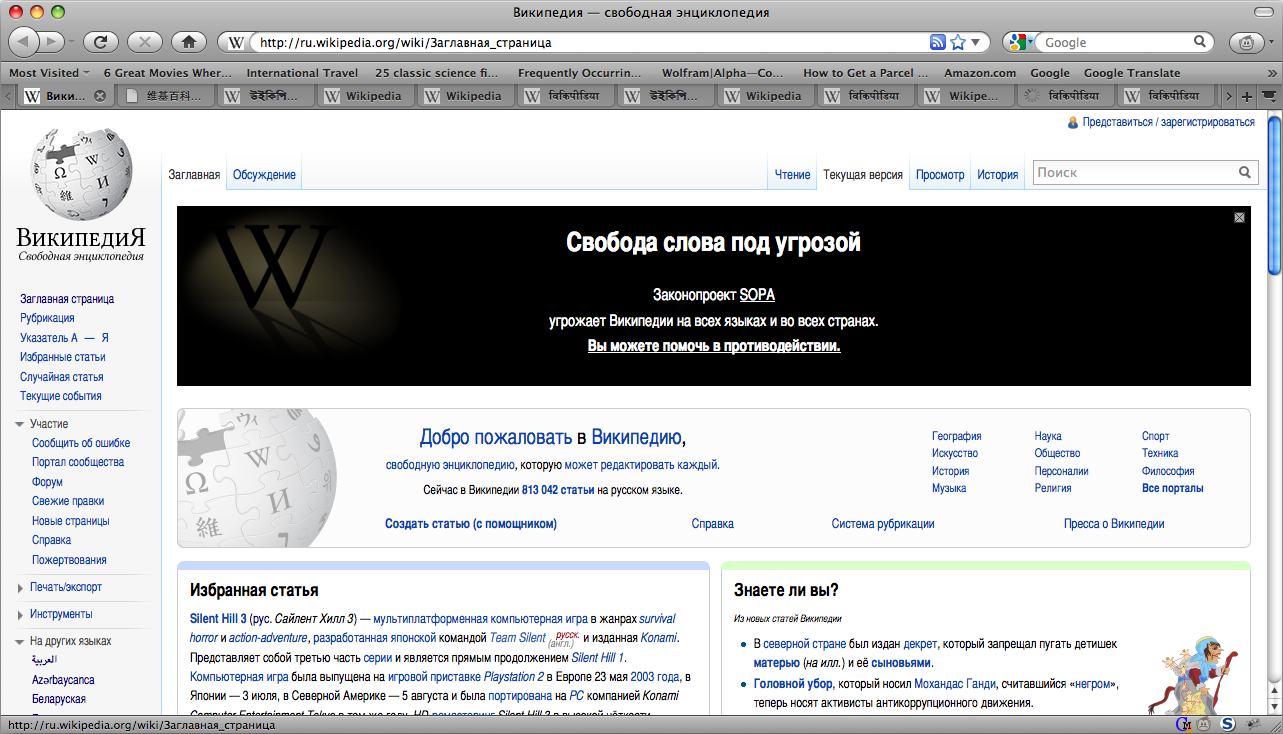
Так выглядела главная страница русскоязычной Википедии
18 января 2012 года

В знак протеста против SOPA и PIPA некоторые сайты, такие как раздел Википедии на английском языке, Mojang AB и социальный новостной сайт reddit, отключили доступ к своим страницам на периоды от 12 до 24 часов. Другие веб-сайты, например, Google, Mozilla и несколько разделов Википедии на других языках (включая русский) разместили на своих страницах баннеры, выражающие протест против законопроектов и призывающие посетителей противодействовать принятию SOPA и PIPA Конгрессом США.
Против законопроектов также высказался ряд крупнейших IT-компаний, в том числе Твиттер, Facebook, eBay.

## Причины протеста Википедии
По мнению основателя Википедии Джимми Уэйлса, закон, который собираются принять власти США, поставит под угрозу будущее и свободу всего Интернета.
Другие языковые разделы поддержали забастовку английского раздела публикацией информационных баннеров. Сообщение о протесте на страницах английской Википедии видели более 162 миллионов человек.

## Последствия
Забастовка английской Википедии широко освещалась в прессе такими компаниями, как: 
ABC Australia, 
Би-би-си, 
CBC, 
der Spiegel, 
Le Figaro, 
Le Monde, 
Libération, 
Fox News, 
The Guardian, 
Menafn, 
News Limited, 
Sky News, 
The Age, 
The Hindu, 
The New York Times, 
The Washington Post, 
The Wall Street Journal и The Times of India.
На следующий день 18 сенаторов США из 100, включая 11 спонсоров законопроекта, заявили, что они больше не поддерживают законопроект, что делает принятие его Конгрессом практически невозможным.

## Участники
Mozilla, Твиттер, Facebook, eBay, Крейгслист, WordPress, Reddit, Electronic Frontier Foundation, Boingboing, Гринпис, MoveOn, Фонд свободного программного обеспечения, Uncyclopedia, Wired, Flickr, Цифровая публичная библиотека Америки и множество других популярных интернет-сайтов выступили против SOPA и PIPA.
Скриншоты некоторых популярных сайтов США, принявших участие в протесте:

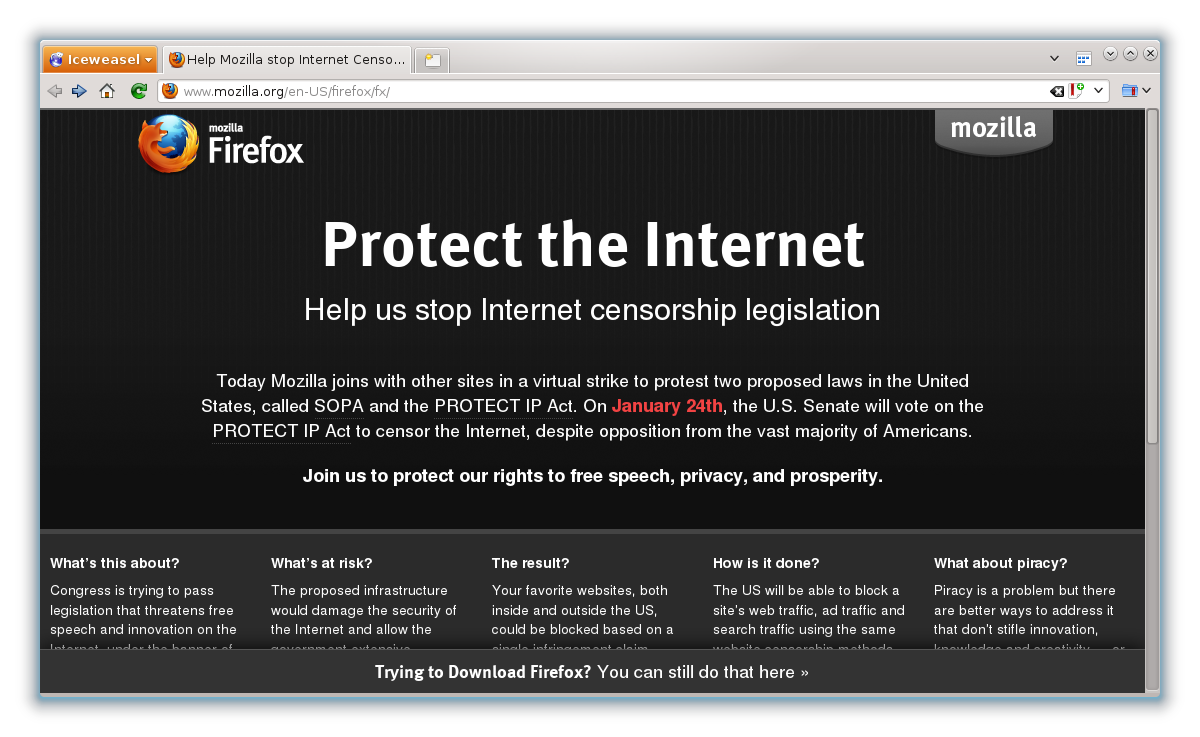
Mozilla
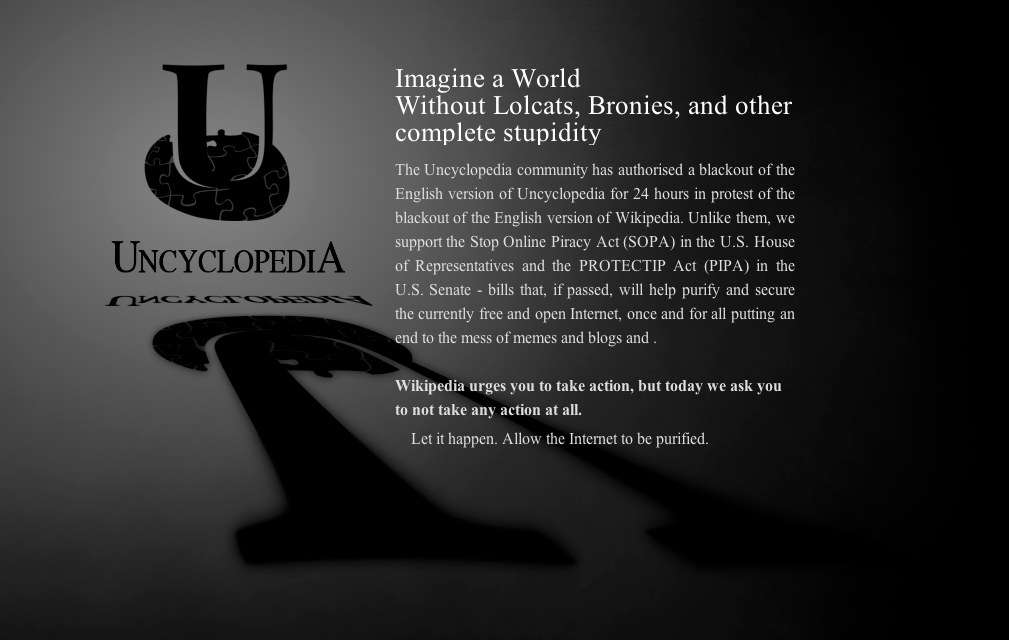
Uncyclopedia
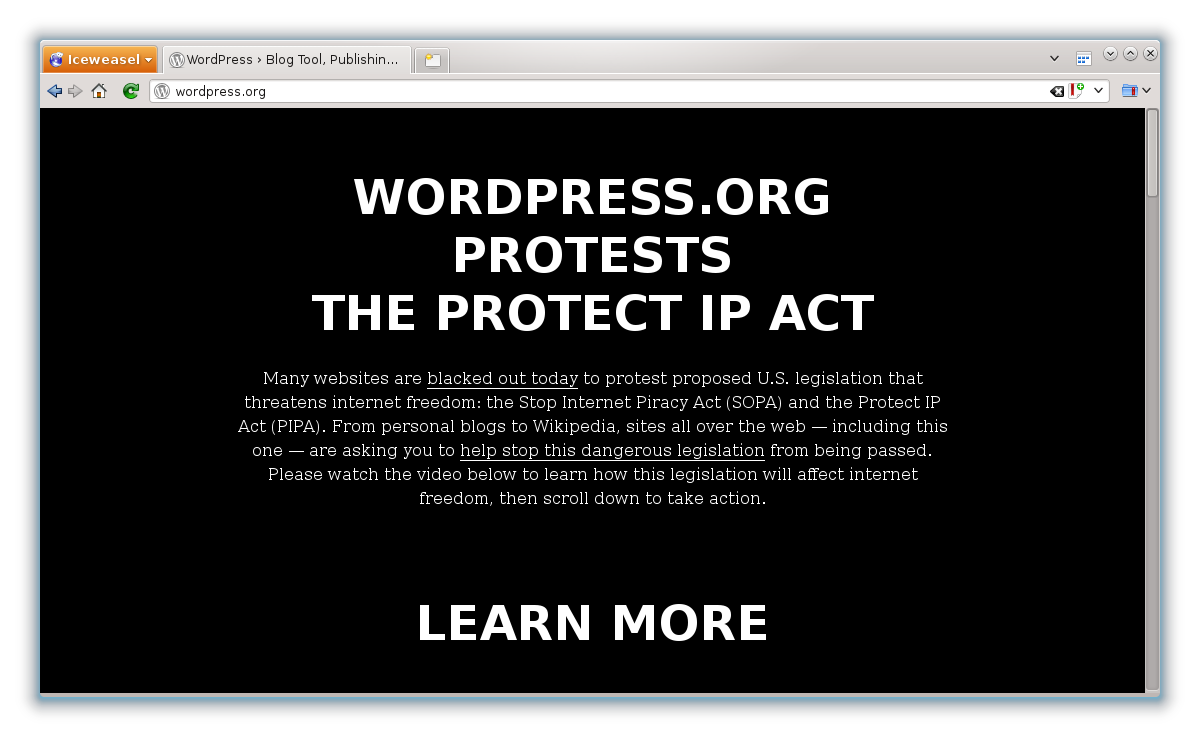
Wordpress
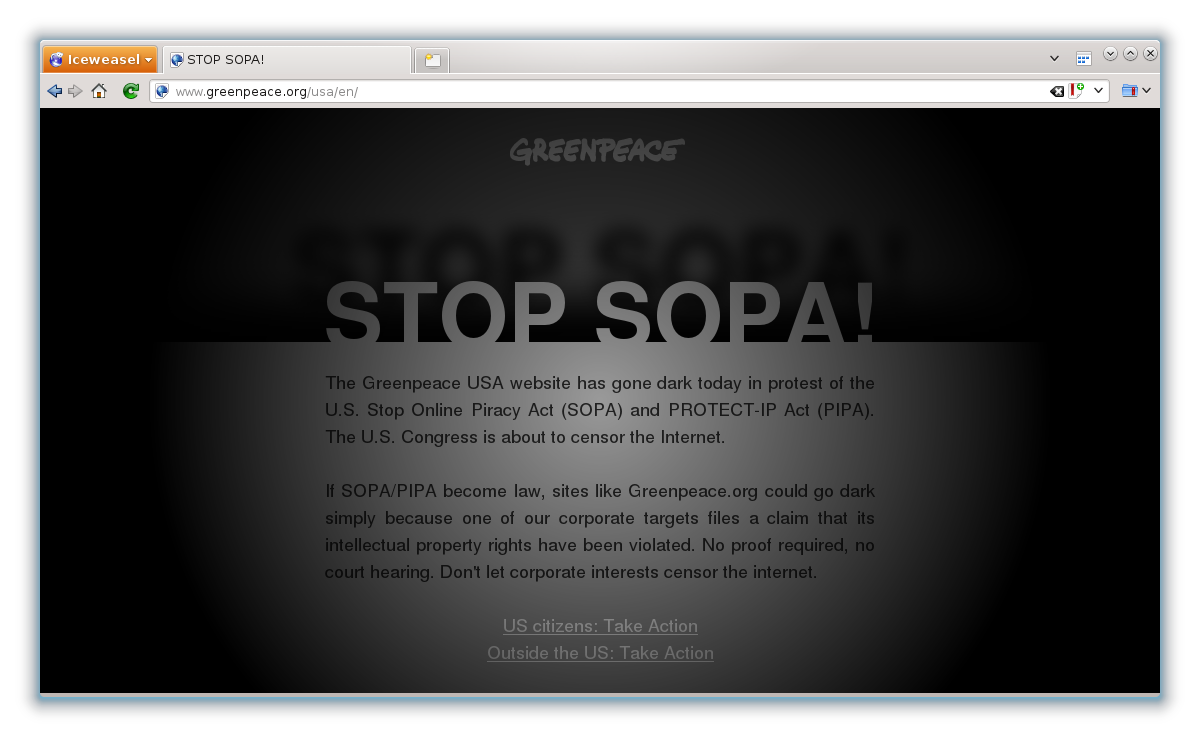
Гринпис
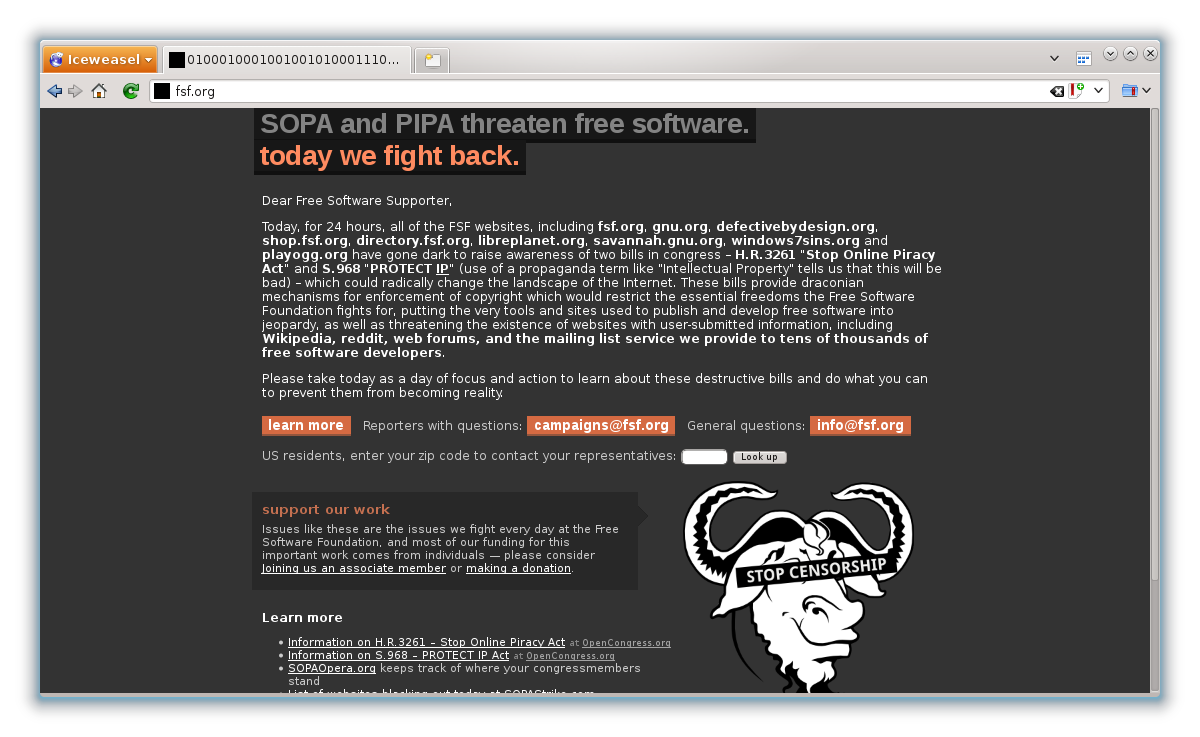
Фонд свободного программного обеспечения (FSF)
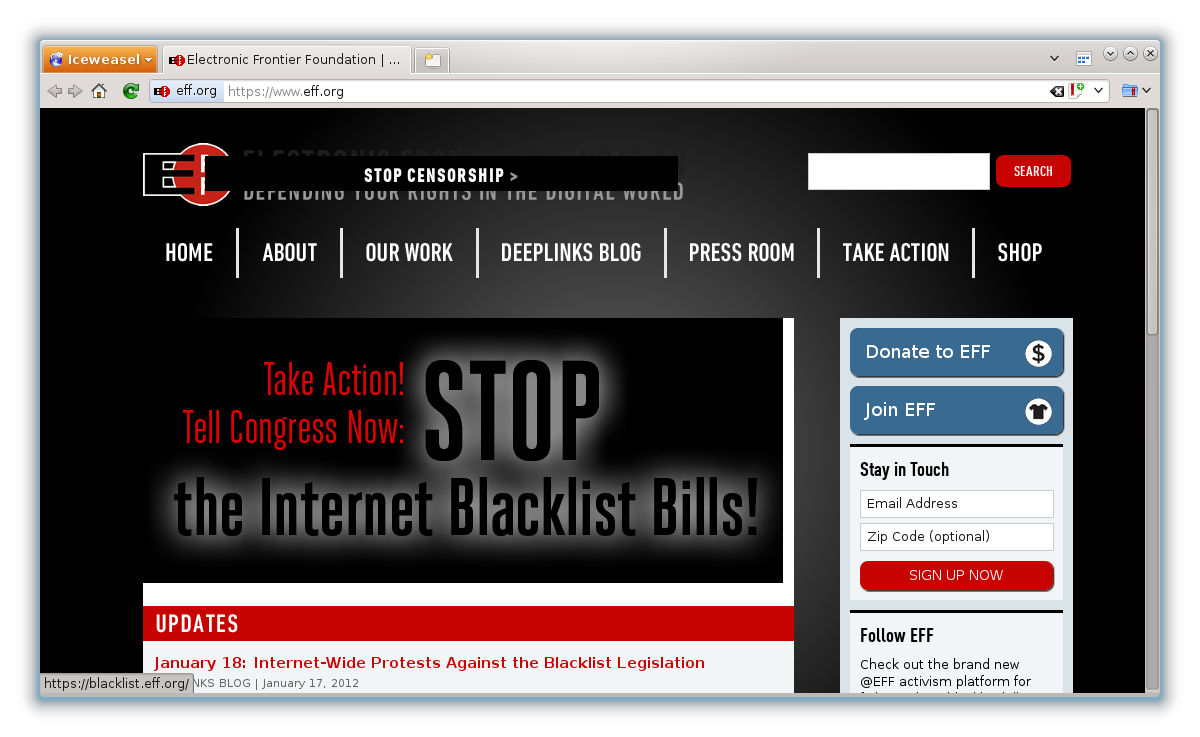
Фонд электронных рубежей (EFF)
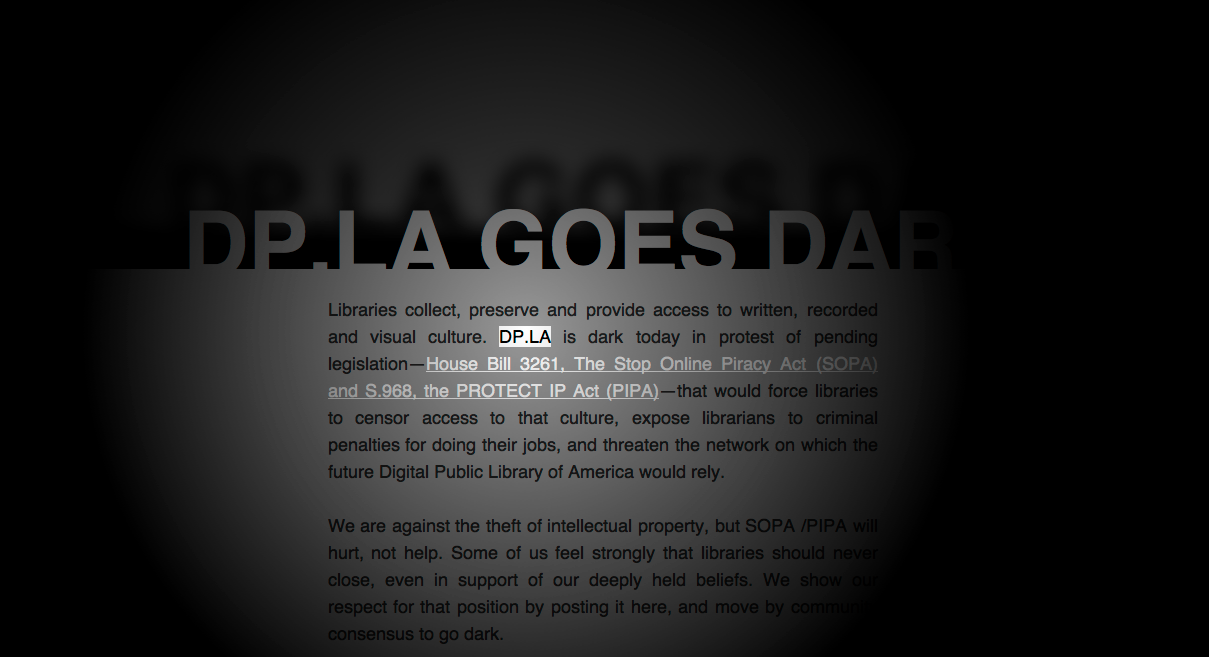
Цифровая публичная библиотека Америки